# Старокулаткинский район
Старокула́ткинский райо́н (тат. Иске Кулаткы районы) — административно-территориальная единица (административный район) и муниципальное образование (муниципальный район) в южной части  Ульяновской области России.
Административным центром является рабочий посёлок Старая Кулатка.
Принадлежность к Ульяновской области с 19 января 1943 года.
Площадь территории - 1180 км².  В состав Старокулаткинского района входит 6 административно-территориальных единиц, в том числе 1 рабочий посёлок, 1 городское поселение, 4 сельских поселения, на территории которых находятся  23 населенных пункта.
Из 13652 жителей района абсолютное большинство — татары (93,2 %).
Сельское хозяйство специализируется на производстве пшеницы, подсолнечника, проса, молока и мяса. Развито овцеводство. Через район проходит автомобильная дорога государственного значения.
В районе 2 сельскохозяйственных производственных кооператива и 32 крестьянских (фермерских) хозяйств.
В рабочем посёлке Старая Кулатка действует ОГБОУ СПО механико-технологический колледж. Культурно-досуговую деятельность осуществляют 19 клубных учреждений, 20 библиотек, 1 ДШИ, 1 историко- краеведческий музей им. Х.А.Аблязова (открытый в 1975 году), 2 автоклуба.

## География
Старокулаткинский район расположен в южной части Ульяновской области. Граничит: на севере с Николаевским районом, западная часть — с Павловским районом, восточная с Радищевским районом, на юге с Саратовской областью.
Административный центр — рабочий посёлок Старая Кулатка — расположен в 230 км от областного центра г. Ульяновска.
Отдаленность от железной дороги составляет 22 км, от г. Сызрань Самарской области — 115 км, от ближайшего элеватора 63 км.
Восточная часть района — равнина, западная часть всхолмлена, высоты достигают 280 м. Орошается район реками Терешкой, Кулаткой, Мостяком, общей протяженностью в пределах района 42 км. Есть одно озеро площадью 1,5 га.
Среднегодовая температура +3,8 °C, годовое количество осадков — 375 мм.
В почвенном отношении район входит в зону подзолов и деградированных черноземов. Энергетические ресурсы района — лес.
Из полезных ископаемых в районе имеется — глина, известь, мел, бутовый камень, нефть, песок.
Общая площадь территории района составляет 117836 га, из них:
- земли сельхозназначения 78205 га, в том числе пашня 57566 га;
- земли населенных пунктов 3758 га, в том числе сельские 3131 га;
- земли природоохранного назначения 50 га;
- земли лесного фонда 35364 га.

## История
Район образован в 1928 году в составе Кузнецкого округа Средне-Волжского края.
С 1935 года — Куйбышевского края.
С 1936 года — Куйбышевской области.
С 1943 года — вошёл в состав новообразованной Ульяновской области.

## Население
| 1939    | 1959    | 1970    | 1979    | 1989    | 2002    | 2009    | 2010    | 2011    |
| ------- | ------- | ------- | ------- | ------- | ------- | ------- | ------- | ------- |
| 24 728  | ↘23 107 | ↗25 243 | ↘22 527 | ↘19 370 | ↘17 505 | ↘14 905 | ↘14 731 | ↘14 650 |
| 2012    | 2013    | 2014    | 2015    | 2016    | 2017    | 2018    | 2019    | 2020    |
| ↘14 183 | ↘13 652 | ↘13 160 | ↘12 677 | ↘12 238 | ↘11 907 | ↘11 634 | ↘11 245 | ↘10 959 |
| 2021    |         |         |         |         |         |         |         |         |
| ↘10 161 |         |         |         |         |         |         |         |         |

Всего семей: 6274. Трудоспособного населения — 3875 человек, из них работают на стороне постоянным способом — 1505, вахтовым методом — 398, безработные, проживающие в селе — 1972.

### Национальный состав
| № | Национальность | 1939 год      | 2010 год       |
| - | -------------- | ------------- | -------------- |
| 1 | Татары         | 21157(85,6 %) | 13734 (93,2 %) |
| 2 | Чуваши         | 1370 (5,5 %)  | 483 (3,3 %)    |
| 3 | Русские        | 1595 (6,5 %)  | 386 (2,6 %)    |
| 4 | Мордва         | 471 (1,9 %)   | ...            |
| 5 | Другие         | 134           | 127            |
| 6 | Не указали     | 1             | 1              |
| 7 | Всего          | 24728         | 14 731         |

## Административное деление
Старокулаткинский административный район в рамках административно-территориального устройства области делится на 1 поселковый округ и 4 сельских округа.
Одноимённый муниципальный район в рамках организации местного самоуправления (муниципального устройства) включает 5 муниципальных образований, в том числе 1 городское поселение и 4 сельских поселения.
Поселковые округа соответствуют городским поселениям, сельские округа — сельским поселениям.
| № | Муниципальное образование             | Админ. центр                   | Количество населённых пунктов | Население (чел.) | Площадь (км²) |
| - | ------------------------------------- | ------------------------------ | ----------------------------- | ---------------- | ------------- |
| 1 | Старокулаткинское городское поселение | рабочий посёлок Старая Кулатка | 9                             | ↘5987            |               |
| 2 | Зелёновское сельское поселение        | село Старое Зелёное            | 5                             | ↗1069            |               |
| 3 | Мостякское сельское поселение         | село Старый Мостяк             | 2                             | ↘812             |               |
| 4 | Староатлашское сельское поселение     | село Старый Атлаш              | 3                             | ↗1156            |               |
| 5 | Терешанское сельское поселение        | село Средняя Терешка           | 4                             | ↘1137            |               |

### Населённые пункты
В районе находятся 23 населённых пункта, в том числе 1 городской (рабочий посёлок) и 22 сельских:
| №  | Населённый пункт  | Тип             | Население | Муниципальное образование             |
| -- | ----------------- | --------------- | --------- | ------------------------------------- |
| 1  | Бахтеевка         | село            | 414       | Старокулаткинское городское поселение |
| 2  | Верхняя Терешка   | село            | 437       | Терешанское сельское поселение        |
| 3  | Вязовый Гай       | село            | 389       | Зелёновское сельское поселение        |
| 4  | Зарыклей          | село            | 162       | Зелёновское сельское поселение        |
| 5  | Кармалей          | село            | 283       | Староатлашское сельское поселение     |
| 6  | Кирюшкино         | село            | 371       | Терешанское сельское поселение        |
| 7  | Кольцовка         | хутор           | 13        | Старокулаткинское городское поселение |
| 8  | Мосеевка          | село            | 465       | Староатлашское сельское поселение     |
| 9  | Новая Кулатка     | село            | 374       | Старокулаткинское городское поселение |
| 10 | Новая Лебежайка   | село            | 103       | Зелёновское сельское поселение        |
| 11 | Новая Терешка     | село            | 424       | Терешанское сельское поселение        |
| 12 | Новая Яндовка     | село            | 132       | Старокулаткинское городское поселение |
| 13 | Новое Зелёное     | село            | 133       | Зелёновское сельское поселение        |
| 14 | Новые Зимницы     | село            | 628       | Старокулаткинское городское поселение |
| 15 | Новый Мостяк      | село            | 261       | Мостякское сельское поселение         |
| 16 | Средняя Терешка   | село            | 697       | Терешанское сельское поселение        |
| 17 | Старая Кулатка    | рабочий посёлок | ↘4344     | Старокулаткинское городское поселение |
| 18 | Старая Яндовка    | село            | 167       | Старокулаткинское городское поселение |
| 19 | Старое Зелёное    | село            | 761       | Зелёновское сельское поселение        |
| 20 | Старый Атлаш      | село            | 896       | Староатлашское сельское поселение     |
| 21 | Старый Мостяк     | село            | 969       | Мостякское сельское поселение         |
| 22 | Усть-Кулатка      | село            | 436       | Старокулаткинское городское поселение |
| 23 | Чувашская Кулатка | село            | 531       | Старокулаткинское городское поселение |

## Известные люди
- Родившиеся в Старокулаткинском районе
- Родившиеся в Старой Кулатке
- Ильгачев, Иван Васильевич
- Хабибуллин, Ряфагать Махмутович — родился в Вязовом Гае, Герой России.